# Amplast
Amplast Lerești este o companie producătoare de ambalaje de unică folosință din România.
Afacerea Amplast a fost demarată de francezul de origine română, Jean Jordache, în anul 1993.
Număr de angajați în 2004: 300
Cifra de afaceri:
- 2006: 7,6 milioane euro[1]
- 2003: 6,5 milioane euro[2]